# Mitteleuropadebatte
Die Mitteleuropadebatte behandelte die Frage, ob die Zukunft der Bundesrepublik in der NATO liegen könne oder ob ein Weg in die Neutralität gangbar wäre. Mit der Deutschen Wiedervereinigung von 1989 endete die Auseinandersetzung.

## Geschichte
Gedankliche Wurzeln hatte die Mitteleuropadebatte in so kontroversen Quellen und Autoren wie dem Morgenthau-Plan, dem Vansittartismus, den Stalin-Noten, dem Rapacki-Plan und Otto von Habsburg.
Bereits seit Ende der 1970er Jahre war um das Erbe der Habsburgermonarchie vor allem im Friaul eine relativ ausgeprägte Erinnerungskultur entstanden. Die k.u.k.-Monarchie galt seit Friedrich Naumanns gleichnamigem Werk als Modell des politischen Konstrukts Mitteleuropa.
Der tschechische Schriftsteller Milan Kundera veröffentlichte im Jahr 1983 in der französischen Zeitschrift Le débat seinen Aufsatz Un Occident kidnappé, der schnell ins Englische und Deutsche übersetzt wurde und unter in Deutschland unter dem Titel Die Tragödie Zentraleuropas erschien. Mit seinem Beitrag hatte die seit längerem in mehreren Ländern und in politisch höchst unterschiedlichen intellektuellen Gruppen schwelende Diskussion einen populären – und auch im „Westen“ bekannten – Träger gefunden. Allerdings muss die Diskussion 1982 bereits im Gange gewesen sein, da beispielsweise György Konráds Antipolitik. Mitteleuropäische Meditationen in diesem Jahr fertiggestellt wurde, bevor es 1985 in deutscher Erstausgabe erschien.
Die Veröffentlichung „Die Mitte liegt ostwärts“ des Slawisten Karl Schlögel aus dem Jahr 1986 griff die bestehende Debatte auf und machte Schlögel zu einem ihrer bekanntesten Träger. Er argumentierte: Der Ausgang des Zweiten Weltkrieges und der Kalte Krieg hätten Europa in zwei Hälften gespalten. Diese Teilung bestimme zu Unrecht das politische Denken der Bundesrepublik. Es sei daher notwendig, in neuen Kategorien zu denken und nach Alternativen zu der Bedrohung zu suchen, die für Deutschland aus der einseitigen Bindung an Amerika erwachse. Als interessante Alternative zur Westbindung bestehe das inzwischen fast vergessene Erbe der beiden deutschen Monarchien Preußens und Österreichs, deren Blick vor allem nach Osten (Ostmitteleuropa) gerichtet gewesen sei.

## Inhalte
Wesentliche Themen der Debatte waren: Friedensbewegung, Stationierung von Mittelstreckenraketen in Europa, Glasnost und Perestroika, Neutralität, europäische Integration, deutscher Sonderweg, Deutsche Wiedervereinigung, verstärkte Wahrnehmung mitteleuropäischer Schriftsteller in der Bundesrepublik, etwa Václav Havel und Milan Kundera, György Konrád, Zdeněk Mlynář und Miklós Molnár.